# Protopopivșciîna, Lebedîn
Protopopivșciîna (în ucraineană Протопопівщина) este un sat în comuna Hrînțeve din raionul Lebedîn, regiunea Sumî, Ucraina.

## Demografie
Componența lingvistică a localității Protopopivșciîna
     Ucraineană (97,67%)
     Rusă (2,33%)
Conform recensământului din 2001, majoritatea populației localității Protopopivșciîna era vorbitoare de ucraineană (97,67%), existând în minoritate și vorbitori de rusă (2,33%).